# Les Nouveaux Contes de Canterbury
Pour plus de détails, voir Fiche technique et Distribution.
Les Nouveaux Contes de Canterbury (Canterbury n° 2 - Nuove storie d'amore del '300) est un film decamerotico italien réalisé par Roberto Loyola et sorti en 1973.
Son titre fait référence aux Contes de Canterbury (I racconti di Canterbury), un film italien de Pier Paolo Pasolini sorti en 1972, à son tour adapté des Contes de Canterbury (The Canterbury Tales), un ouvrage écrit entre 1387 et 1400 par Geoffrey Chaucer en Angleterre.

## Synopsis
L'écrivain Chaucher, escorté par le chevalier Quick, se retrouve dans une auberge avec des pèlerins en route pour Canterbury. Le mauvais temps empêche leur départ, alors les convives se distrayent en se racontant des histoires.

## Fiche technique
- Titre français : Les Nouveaux Contes de Canterbury[1]
- Titre original italien : Canterbury n° 2 - Nuove storie d'amore del '300[2],[3]
- Réalisateur : Roberto Loyola
- Scénario : Aristide Massaccesi (sous le nom de « Joe D'Amato »)
- Photographie : Roberto Girometti
- Montage : Enzo Meniconi (it)
- Musique : Guido et Maurizio De Angelis
- Costumes : Osanna Guardini
- Production : Roberto Loyola (sous le nom de « John Shadow »)
- Société de production : Produzioni Atlas Consorziate, Roberto Loyola Cinematografica
- Pays de production :  Italie
- Langue originale : italien
- Format : Couleurs - 2,35:1 - Son mono - 35 mm
- Durée : 87 minutes
- Genre : Decamerotico
- Dates de sortie :
  - Italie : 31 mai 1973

## Distribution
- Patrizia Adiutori (it) : Carlotta
- Rik Battaglia : Averagus
- Federico Boido (it) (sous le nom de « Rick Boyd ») : Aldo
- Shirley Corrigan : Dorigen
- Dada Gallotti : veuve
- Franco Mazzieri : Goffredo Chaucer
- Claudio Ruffini (it) : Hercule
- Alex Rebar (en) : Richard II
- Greta Vaillant : Lady Charlotte
- Dalila Di Lazzaro : fille sur la plage
- Franca Sciutto (it) :
- Giacomo De Angelis
- Gualtiero Rispoli :